# L'Échange (film, 1979)
Pour les articles homonymes, voir L'Échange.
Pour plus de détails, voir Fiche technique et Distribution.
L'Échange (The Swap) est un film policier néo-noir américain sorti en 1979 et réalisé par Jordan Leondopoulos. Certaines parties du film sont tirées du film Le Contrat (Sam's Song, 1969), également réalisé par Leondopoulos, tandis que d'autres consistent en d'importants remaniements, les différentes parties étant reliées entre elles par l'utilisation d'une voix hors champ.

## Synopsis
Sam Nicoletti travaille dans son bureau où il est monteur de cinéma, sans savoir qu'il y a un intrus. Après avoir parlé au téléphone, Sam est assommé par derrière par l'intrus.
Après le générique, le film reprend dix ans plus tard. Vito, le frère de Sam, sort de prison pour un crime non spécifié. Il entreprend de découvrir qui a tué Sam et pourquoi. Il rend visite à Erica Moore, une éditrice dont il sait qu'elle a passé du temps avec Sam dans les derniers jours de sa vie. Elle lui raconte que son mari a eu une liaison avec Carole, une fille que Sam fréquentait, et qu'il a fini par l'épouser. Des retours en arrière nous en apprennent plus sur un week-end que Sam a passé avec ses riches amis Warren et Mickey.
Un gardien du cimetière où Sam est enterré apprend à Vito qu'une jeune fille se rend régulièrement sur la tombe de Sam depuis dix ans. Il l'interroge lors de sa visite, mais elle repart. En retrouvant la plaque d'immatriculation de la jeune fille, il remonte jusqu'à son domicile, où il lui révèle qu'il est le frère de Sam. Vivian explique qu'elle a joué dans les films pornographiques de Sam. Vito est surpris car il n'était pas au courant du rôle de Sam dans cette affaire.
D'autres complexités conduisent Vito à Warren et à sa femme, qui ont tous deux des raisons d'empêcher le film porno de voir le jour. Vito met la main sur la pellicule et la fait développer, tandis que Vivian le transporte. La femme de Warren séduit Vito à son hôtel, mais lui « glisse un mickey », avant de l'enlever sous la menace d'une arme. Mais Vito l'attrape, retourne l'arme contre elle et la tue.
Vito est lui-même blessé mais se rend au centre de traitement des films où, avec Vivian, il regarde le film porno et constate que Warren y jouait. Vivian le conduit chez Warren où il tire sur l'homme de ménage de Warren et trouve ce dernier dans la baignoire. Warren plaide pour sa vie mais Vito lui tire dessus.
Vivian conduit Vito au loin. Elle pense qu'ils peuvent atteindre les montagnes où elle pourra lui trouver un médecin, mais il est visiblement en train de mourir. Elle lui dit qu'elle l'aime.

## Fiche technique
- Titre français : L'Échange (titre DVD)
- Titre original : The Swap ou Line of Fire[5]
- Réalisation : Jordan Leondopoulos (sous le nom de « John Shade »)
- Scénario : John C. Broderick
- Photographie : Álex Phillips Jr.
- Musique : Bill Conti
- Production : Christopher C. Dewey
- Sociétés de production : Film Studio.ru
- Pays de production :  États-Unis
- Langue originale : anglais américain
- Format : couleurs
- Genre : Film policier néo-noir
- Durée : 83 minutes
- Dates de sortie : 
  - États-Unis : 7 mai 1979
  - France : 8 décembre 2017 (sortie DVD)

## Distribution

### Scènes issues duContrat(1969)
- Robert De Niro (VF : Maurice Sarfati) : Sam Nicoletti
- Jennifer Warren (en) (VF : Evelyn Selena) : Erica
- Jarred Mickey (VF : Michel Paulin) : Andrew
- Terrayne Crawford (VF : Martine Messager) : Carol
- Martin J. Kelley : Mitch
- Phyllis Black : Marge
- Viva : la fille au sablier

### Scènes inédites
- Anthony Charnota (VF : Bernard Tiphaine) : Vito
- Lisa Blount (VF : Michelle Bardollet) : Vivian Buck
- Sybill Danning (VF : Evelyn Selena) : Erica âgée
- John Medici (VF : Jacques Ferrière) : Joey
- James Brown (VF : Claude Joseph) : l'inspecteur Benson
- Sam Anderson : Paul
- Tony Brande (VF : René Bériard) : le père Testa